# Malowanki
Malowanki (ang. Get Squiggling!) – brytyjski serial animowany, opowiadający o Kredzi, która uczy rysować. Polska premiera odbyła się 8 grudnia 2008 roku, w stacji CBeebies.

## Zarys fabuły
Główną bohaterką serialu jest Kredzia (ang. Squiglet) – czerwono-żółta postać przypominająca wyglądem pluszowego misia. W każdym odcinku Kredzia pokazuje widzom jak prostymi sposobami rysować postacie, które następnie po wypowiedzeniu magicznego zaklęcia przez główną bohaterkę ożywają i zeskakują z kartki. Zwykle bohater odcinka boryka się z jakimś problemem, który rozwiązuje z pomocą Kredzi, która w trakcie odcinka często rysuje przydatne przedmioty, które także schodzą z kartek jej bloku i stają się użyteczne. Po rozwiązaniu problemu wszyscy śpiewają piosenkę.

## Historia
Serial ogłoszono 1 października 2007 roku pod roboczym tytułem Scribble It. Wyprodukowany został przez firmę Dot to Dot Productions. W kostiumie głównej bohaterki, czyli Squiglet (Kredzi), grała Samantha Dood, a głosu użyczyła jej Janet James. Światowa premiera serialu Get Squiggling! odbyła się 11 lutego 2008 roku na antenie CBeebies w Wielkiej Brytanii, gdzie powtórki emitowano do 2017 roku. Emisję drugiego sezonu rozpoczęto 14 czerwca 2010 roku. Telewizja BBC wykonała także dubbing pierwszego sezonu serialu w języku gaelickim szkockim i rozpoczęła jego emisję 23 września 2008 roku na szkockiej antenie BBC Two pod tytułem Sgrìobag. Powtórki pokazywano później w BBC Alba do 2020 roku. W 2011 roku firma Abbey Home Media wydała na DVD 9 odcinków serialu na płycie zatytułowanej Get Squiggling! Animal Magic. 7 lutego 2013 roku ogłoszono spin-off serialu zatytułowany Get Squiggling! Letters. Wyemitowano 26 7-mio minutowych odcinków poświęconych nauce pisania liter alfabetu. Jego premiera miała miejsce 11 lutego 2013 roku. 28 sierpnia 2015 roku wystartował kanał YouTube Get Squiggling, na którym ukazywały się pełne odcinki serialu. 16 marca 2020 roku serial dodano do oferty dziecięcej platformy streamingowej Kidoodle.TV
W Polsce serial emitowany był na polskojęzycznej antenie CBeebies pod tytułem Malowanki począwszy od 8 grudnia 2008 roku. Dubbing w reżyserii Magdaleny Gnatowskiej wykonało Studio Sonica. Premiera drugiego sezonu odbyła się w kwietniu 2012 roku. Od 2014 roku powtórki Malowanek pokazywano w bloku programowym Zrób to razem z nami w dni powszednie do 27 marca 2015 roku.
Malowanki zostały przetłumaczone także na języki: hiszpański (Dibujemos con Squiglet) i arabski (هيا نرسم).
Globalnym dystrybutorem serialu jest firma Beyond Distribution.

## Wersja polska
Opracowanie wersji polskiej: Studio Sonica

Reżyseria: Magdalena Gnatowska

Dialogi polskie: Michał Głowacki

Kierownictwo muzyczne i tekst piosenki: Marek Krejzler

Kierownictwo produkcji: Dorota Furtak

Udział wzięli:
- Agnieszka Kudelska – Kredzia (śpiew)
- Magdalena Karel
- Zbigniew Kozłowski
- Wojciech Socha
- Bartek Niemczyk
- Anna Apostolakis
- Michał Maciejowski
- Milena Lisiecka

i inni
Śpiewała: Agnieszka Kudelska

## Spis odcinków
| Premiera odcinka | Nr | Nieoficjalny polski tytuł | Angielski tytuł        |
| ---------------- | -- | ------------------------- | ---------------------- |
|                  |    |                           |                        |
| SERIA PIERWSZA   |    |                           |                        |
|                  |    |                           |                        |
| 08.12.2008       | 01 | Bałwan                    | Snowman                |
|                  |    |                           |                        |
| 09.12.2008       | 02 | Pirat                     | Pirate                 |
|                  |    |                           |                        |
| 10.12.2008       | 03 | Gąsienica                 | Caterpillar            |
|                  |    |                           |                        |
| 11.12.2008       | 04 | Hipopotam                 | Hippo                  |
|                  |    |                           |                        |
| 12.12.2008       | 05 | Pająk                     | Spider                 |
|                  |    |                           |                        |
| 15.12.2008       | 06 | Jeż                       | Hedgehog               |
|                  |    |                           |                        |
| 16.12.2008       | 07 | Trzy małe świnki          | Three Little Pigs      |
|                  |    |                           |                        |
| 17.12.2008       | 08 | Kosmonauta                | Spaceman               |
|                  |    |                           |                        |
| 18.12.2008       | 09 | Owca                      | Lamb                   |
|                  |    |                           |                        |
| 19.12.2008       | 10 | Rycerz                    | Knight                 |
|                  |    |                           |                        |
| 22.12.2008       | 11 | Fotograf                  | Photographer           |
|                  |    |                           |                        |
| 23.12.2008       | 12 | Kowboj                    | Cowboy                 |
|                  |    |                           |                        |
| 24.12.2008       | 13 | Goniec                    | Blood Hound            |
|                  |    |                           |                        |
| 25.12.2008       | 14 | Potwór                    | Monster                |
|                  |    |                           |                        |
| 26.12.2008       | 15 | Wróżka                    | Fairy                  |
|                  |    |                           |                        |
| 29.12.2008       | 16 | Słoń                      | Elephant               |
|                  |    |                           |                        |
| 30.12.2008       | 17 | Strach na wróble          | Scarecrow              |
|                  |    |                           |                        |
| 31.12.2009       | 18 | Zając i żółw              | Hare and Tortoise      |
|                  |    |                           |                        |
| 01.01.2009       | 19 | Olbrzymka                 | Giant                  |
|                  |    |                           |                        |
| 02.01.2009       | 20 | Krab                      | Crab                   |
|                  |    |                           |                        |
| 05.01.2009       | 21 | Robot                     | Robot                  |
|                  |    |                           |                        |
| 06.01.2009       | 22 | Książę Żaba               | Frog Prince            |
|                  |    |                           |                        |
| 07.01.2009       | 23 | Hiena                     | Hyena                  |
|                  |    |                           |                        |
| 08.01.2009       | 24 | Pszczółka                 | Bee                    |
|                  |    |                           |                        |
| 09.01.2009       | 25 | Pingwin                   | Penguin                |
|                  |    |                           |                        |
| SERIA DRUGA      |    |                           |                        |
|                  |    |                           |                        |
| 16.04.2012       | 26 | Małpka                    | Monkey                 |
|                  |    |                           |                        |
| 17.04.2012       | 27 | Kopciuszek                | Cinderella             |
|                  |    |                           |                        |
| 18.04.2012       | 28 | Troll                     | Troll                  |
|                  |    |                           |                        |
| 19.04.2012       | 29 | Mysz                      | Mouse                  |
|                  |    |                           |                        |
| 20.04.2012       | 30 | Pani Hubbard              | Old Mother Hubbard     |
|                  |    |                           |                        |
| 23.04.2012       | 31 | Krowa                     | Cow                    |
|                  |    |                           |                        |
| 24.04.2012       | 32 | Dinozaur                  | Dinosaur               |
|                  |    |                           |                        |
| 25.04.2012       | 33 | Kot                       | Cat                    |
|                  |    |                           |                        |
| 26.04.2012       | 34 | Gnom                      | Gnome                  |
|                  |    |                           |                        |
| 27.04.2012       | 35 | Magik                     | Magician               |
|                  |    |                           |                        |
| 30.04.2012       | 36 | Nietoperz                 | Bat                    |
|                  |    |                           |                        |
| 01.05.2012       | 37 | Wiewiórka                 | Squirrel               |
|                  |    |                           |                        |
| 02.05.2012       | 38 | Niedźwiedź polarny        | Polar Bear             |
|                  |    |                           |                        |
| 03.05.2012       | 39 | Czarodziej                | Wizard                 |
|                  |    |                           |                        |
| 04.05.2012       | 40 | Kucharz                   | Chef                   |
|                  |    |                           |                        |
| 07.05.2012       | 41 | Struś                     | Ostrich                |
|                  |    |                           |                        |
| 08.05.2012       | 42 | Nosorożec                 | Rhino                  |
|                  |    |                           |                        |
| 09.05.2012       | 43 | Humpty Dumpty             | Humpty Dumpty          |
|                  |    |                           |                        |
| 10.05.2012       | 44 | Stary Król Cole           | Old King Cole          |
|                  |    |                           |                        |
| 11.05.2012       | 45 | Koala                     | Koala                  |
|                  |    |                           |                        |
| 14.05.2012       | 46 | Złotowłosa                | Goldilocks             |
|                  |    |                           |                        |
| 15.05.2012       | 47 | Jaś i magiczna fasola     | Jack and the beanstalk |
|                  |    |                           |                        |
| 16.04.2012       | 48 | Sroka                     | Magpie                 |
|                  |    |                           |                        |
| 17.04.2012       | 49 | Roszpunka                 | Rapunzel               |
|                  |    |                           |                        |
| 18.04.2012       | 50 | Kangur                    | Kangaroo               |

## Nagrody i nominacje
- 2009: RTS Award – nominacja w kategorii Najlepszy program dla dzieci;
- 2010: Broadcast Award – nominacja w kategorii Najlepszy program dla dzieci w wieku przedszkolnym;
- 2012/2014: British Animation Awards – nominacja w kategorii Najlepszy program dla dzieci wykonany techniką mixed media[6].